# Gaurav Sharma
Gaurav Sharma (1 maja 1991) – indyjski zapaśnik walczący w stylu klasycznym. Zajął piętnaste miejsce na mistrzostwach świata w 2013. Brązowy medalista mistrzostw Azji w 2016. Mistrz Wspólnoty Narodów w 2013 i 2017. Wojskowy wicemistrz świata w 2014 roku.